# Валединский, Иван Александрович
Иван Александрович Валединский (1 [13] июня 1874, Сеславское, Владимирская губерния — 5 февраля 1954, Москва) — врач-терапевт, профессор на кафедре частной патологии и терапии Томского государственного университета; личный врач И. В. Сталина.

## Биография
И. В. Валединский родился 1 (13) июня 1874 года в селе Сеславском (ныне — в Суздальском районе Владимирской области).

## Работы
- Zur Frage uber die Nervenknaten im Herzventrikel einiger Sangetire // Anatom. Hefte. 1904. Bd. 25;
- Материалы по вопросу о присутствии и месторасположении нервных узлов в желудочках сердца некоторых млекопитающих // Известия Императорского Томского университета. 1909. Кн. 34;
- К вопросу о распознавании рака желудка и в частности о способе Salmon’a // Известия Императорского Томского университета. 1910. Кн. 40;
- Некоторые дополнения к вопросу о присутствии и месторасположении нервных узлов в желудочках сердца некоторых млекопитающих и человека // Известия Императорского Томского университета. 1910. Кн. 40;
- Об изменениях крови при achylia gastrica simplex // Известия Императорского Томского университета. 1911. Кн.45;
- Отчет о заграничной командировке в 1911/12 уч. г. Томск, 1914;
- О бактериях лечебной грязи озера Карачинского. Томск, 1915;
- О лечении сердечно-сосудистых заболеваний сероводородными ваннами // Труды Центрального института курортологии Москва, 1929. Т. 2;
- К вопросу о сущности ревматизма // Вопросы ревматизма. Москва, 1932. Вып. 3-4.

## Награды и звания
- Орден Ленина;
- Орден Трудового Красного Знамени (1944);
- Заслуженный деятель науки РСФСР (1945).

## Архивные источники
- РГИА. Ф. 733. Оп 156. Д. 576;
- Государственный архив Томской области (ГАТО). Ф. 102. Оп. 1. Д. 932;
- ГАТО. Ф. 102. Оп. 2. Д. 689.;
- ГАТО. Ф. Р-815. Оп. 18. Д. 41;
- Личный фонд И. А. Валединского // Архив Музея истории ТГУ.